# سقنقورهای برفی
سقنقورهای برفی (نام علمی: Niveoscincus) نام یک سرده از زیرخانواده پیچ‌وتابیان است.